# The One (Medina)
The One è il quinto singolo estratto dal terzo album della cantante danese Medina, intitolato Welcome to Medina. È stato pubblicato il 12 luglio 2011 dall'etichetta discografica EMI Music. Il singolo è stato prodotto dalla squadra di produttori Providers ed è stato scritto da Medina Valbak, Rasmus Stabell e Terri Bjerre.
Il singolo è entrato alla sessantaquattresima posizione della classifica tedesca.

## Tracce
Download digitale
1. The One - 3:58

## Classifiche
| Classifica (2011) | Posizione massima |
| ----------------- | ----------------- |
| Germania          | 64                |